# Charlotte Kolters
Charlotte Kolters, née le 29 mars 1979 à  Systofte dans le comté de Storstrom au Danemark est un triathlète professionnel danoise, championne d'Europe longue distance en 2007.

## Palmarès
Le tableau présente les résultats les plus significatifs (podium) obtenus sur le circuit international de triathlon depuis 2006,.
| Année | Compétition                                        | Pays     | Position           | Temps           |
| ----- | -------------------------------------------------- | -------- | ------------------ | --------------- |
| 2009  | Championnat d'Europe longue distance               | Tchéquie | Médaille de bronze | 6 h 22 min 57 s |
| 2009  | Ironman Brésil                                     | Brésil   | Médaille d'argent  | 9 h 18 min 31 s |
| 2009  | ITU Séries longue distance                         | Belgique | Médaille d'argent  | 4 h 8 min 39 s  |
| 2008  | Championnats du monde de triathlon longue distance | Pays-Bas | Médaille d'argent  | 6 h 30 min 15 s |
| 2008  | ITU Séries longue distance                         | Belgique | Médaille d'argent  | 4 h 6 min 22 s  |
| 2007  | Ironman 70.3 Autriche                              | Autriche | Médaille d'argent  | 4 h 28 min 0 s  |
| 2007  | Championnat d'Europe longue distance               | Belgique | Médaille d'or      | 4 h 10 min 30 s |
| 2006  | Coupe d'Europe - l'étape d'Alexandroupoli          | Grèce    | Médaille de bronze | 2 h 3 min 52 s  |